# Al Qudsraket
De Al Quds 101 raket is een raket ontworpen door de Palestijnse Islamitische Jihad (PIJ). Deze raketten worden door de PIJ gebruikt om Israël aan te vallen. Op een videoboodschap op 22 en 23 mei 2005 kon men zien dat de PIJ Al Quds raketten afvuurden naar al-Magdal en Ziqim (Israël). De video waarop dit te zien was, was uitgegeven door de PIJ zelf. De Al Quds 101 raketten lijken veel op de Qassam-raketten van Hamas.
Op 11 februari 2006 gaf de leider van PIJ, Abu Hamza, aan dat er een nieuwe soort van de Al Quds raketten is geproduceerd door zijn groepering. Deze worden de Al Quds 2 raket genoemd en heeft een lengte van 2,3 meter. De Al Quds 2 kan de Israëlische nederzetting Ashkelon bereiken vanaf de Gazastrook.